# فتحعلی افشار
فتحعلی‌خان افشار (زادهٔ ۱۲۷۷) از خان‌ها و مالکان بزرگ مراغه و نمایندهٔ این شهرستان در مجلس شورای ملی بود. پدرش حسینعلی خان افشار مالک بزرگ مراغه بود. او نیز به ثروتی که از پدر به ارث برده بود افزود و شخص اول مراغه شد. در انتخابات دورهٔ پانزدهم مجلس شورای ملی که در مراغه از ۳۱ تیر تا ۶ مرداد ۱۳۲۶ برگزار شد، با کسب ۲۳٬۱۲۵ رأی از مجموع ۳۱٬۰۳۹ رأی که به صندوق‌ها ریخته شد، به مجلس راه یافت و در دو دوره بعد نیز نماینده بود. در دورهٔ هفدهم از وکلایی بود که از نمایندگی استعفا کردند. پس از آن از سیاست کنار رفت.